# Championnat NCAA masculin de basket-ball 1985
Le Championnat NCAA de basket-ball 1985 est la 47e édition du championnat universitaire américain de basket-ball. 64 équipes s'y sont affrontées en matchs à élimination directe jusqu'au Final Four qui s'est tenu à la Rupp Arena de Lexington. La finale, disputée le 1er avril, est remportée par Villanova, premier titre de son histoire, face à Georgetown 66 à 64,.

## Final Four
|  | Demi-finales      | Demi-finales |            |    | Finale       | Finale |
|  | Demi-finales      | Demi-finales |            |    | Finale       | Finale |
|  |                   |              |            |    |              |        |
|  |                   |              |            |    | 31 mars 1986 |        |
|  |                   |              |            |    |              |        |
|  | Georgetown        | 77           |            |    |              |        |
|  | Georgetown        | 77           |            |    |              |        |
|  | Redmen de St John | 59           |            |    |              |        |
|  | Redmen de St John | 59           | Georgetown | 64 |              |        |
|  |                   |              | Georgetown | 64 |              |        |
|  |                   | Villanova    | 66         |    |              |        |
|  | Villanova         | Villanova    | 66         | 52 |              |        |
|  | Villanova         |              |            | 52 |              |        |
|  | Memphis           | 45           |            |    |              |        |
|  | Memphis           | 45           |            |    |              |        |